# Међународне санкције против Русије 2014.
Године 2014. након кризе на Криму и оружане ескалације која је довела до рата у источној Украјини, бројне државе и владе увеле су санкције појединцима и предузећима у Русији или на Криму. То су биле САД, ЕУ, Канада, Јапан, Норвешка, Црна Гора, Албанија, Швајцарска, Молдавија, Исланд, Нови Зеланд и Аустралија, као и сама Украјина. Русија је узвратила забраном увоза хране из тих земаља и организација.

## Хронологија санкција
Први круг санкција САД и ЕУ уведен је 17. марта 2014. године, због руске анексије Крима: уведена је забрана путовања и замрзнута имовина против 21 званичника Русије или Крима.
У априлу догодила се друга рунда санкција: САД су увеле забрану пословних трансакција за 7 руских држављана и седамнаест руских компанија. Истог дана, ЕУ је увела забрану путовања за додатних 15 руских појединаца.
Трећи круг санкција догодио се 17. јула, када су САД увеле забрану пословања двема великим руским енергетским компанијама, Росњефту и Новатеку, док је ЕУ саветовала Европску инвестициону банку да више не улаже у руске пројекте. Руска берза РТС је тада забележила пад вредности акција од четири одсто, док су акције Росњефта пале за пет, а Новатека за 11 одсто. ЕУ је 29. јула први пут увела санкције руским нафтним компанијама, банкама и војним компанијама: забрана приступа финансијским тржиштима ЕУ, забрана продаје оружја, осетљивих енергетских технологија и производа двоструке намене, као и цивилних и ратних. Замрзнута је и имовина четворице руских бизнисмена блиских Владимиру Путину, који су били оптужени да имају користи од анексије Крима или да активно подржавају дестабилизацију источне Украјине.
Четврту рунду још горих санкција ЕУ је увела 18. децембра. Према новим мерама, забрањено је било какво улагање или финансирање на Криму од стране европских компанија и компанија и тиме постало нелегално, а европским туристичким агенцијама и јахтама такође је забрањен улазак у било коју луку на полуострву. Такође је забрањен извоз одређених добара и технологија на Крим, посебно оних везаних за транспорт, телекомуникације, енергетски сектор или индустрију производње нафте, гаса и минерала. Сједињене Државе су 9. децембра увеле још нових санкција, укључујући највећу руску банку Сбербанк, док су замрзле имовину пет руских одбрамбених технолошких компанија и забраниле извоз робе, услуга или технологија које подржавају истраживање или производњу за руско дубоко море, арктичку обалу или пројекте који имају потенцијал за производњу нафте, а то највише погађа пет компанија – Гаспром, Гаспром њефт, Лукоил, Сургутнефтегас и Росњефт.
Аустралија је 3. септембра одлучила да укине продају уранијума Русији у знак протеста због политике Москве према Украјини.
Поред тих мера, Русија је искључена из Г-8  и Савета Европе као чланица.

### Економски губици
Руски министар финансија Антон Силуанов рекао је да су 2014. године санкције и пад цене нафте за преко 30 одсто коштали Русију 140 милијарди долара. До краја 2014. године руска рубља је пала за 50 % према долару, те је 16.12. Руска централна банка је 2014. године одлучила да повећа кључну каматну стопу у Русији са 10,5 на 17 %, што је обичном становнику Русије био велики терет.